# کلیسای جامع سنت امرام
کلیسای جامع سنت امرام (انگلیسی: St. Emmeram's Cathedral, Nitra) یک کلیسای جامع کاتولیک در نیترا، اسلواکی می‌باشد.
این کلیسا در سال ۱۶۴۲ میلادی براساس معماری گوتیک و معماری باروک ساخته‌شده‌است. قدمت کلیسای فوقانی از ۱۳۳۳ تا ۱۳۵۵ بر می‌گردد.